# Constantijn II van Kachetië
Constantijn II (Georgisch : კონსტანტინე II) ook bekend als Mahmād Qulī Khān (მაჰმად ყული-ხანი) (overleden 28 december 1732) uit het huis Bagrationi, was koning van Kachetië in Oost-Georgië van 1722 tot 1732.
Constantijn was een zoon van Heraclius I en een bijvrouw. Hij werd geboren en getogen als moslim en kwam terecht aan het Safavidische hof van Perzië. In 1703 benoemde de sjah van Iran Husayn hem tot darugha van de hoofdstad Isfahan. Na de dood van zijn broer David II in 1722 werd hij erkend als koning van Kacheti. Tezamen met zijn koningschap werd hem het gouverneurschap van Jerevan, Ganja en Karabach geschonken. Constantijn vocht veelvuldig tegen zijn westbuur en bloedverwant, Vachtang VI van Kartli.
Constantijn II werd vermoord op 28 december 1732 tijdens onderhandelingen met Yusuf Pacha van Achaltsiche, de opperbevelhebber van de invallende Ottomaanse troepen. Na de moord gaven de Turken zijn troon aan zijn christelijke broer Teimoeraz II. Hij werd vermoord omdat hij een poging ondernam om te breken met de Turken.